# James Costos
James Costos (nascut el 1963) és un diplomàtic nord-americà que va ser ambaixador dels Estats Units a Espanya i Andorra des del 2013 fins al 2017 i des del 2014 fins al 2017, respectivament. Va ser nomenat pel president Barack Obama i ratificat pel Senat dels Estats Units l'1 d'agost de 2013.

## Joventut i educació
Costos va néixer l'any 1963 i va créixer a Lowell (Massachusetts). És un ciutadà nord-americà de segona generació, d'origen grec. El seu pare va servir en els Marines dels EUA i va estar destinat a Camp David durant el mandat de Harry Truman. És el primer de la seva família a aconseguir un títol universitari. Va graduar-se en Ciències Polítiques per la Universitat de Massachusetts el 1985.

## Carrera professional
Costos va treballar com a líder corporatiu i executiu en els sectors de comerç i entreteniment internacionals, principalment per a HBO i Tod's. Les seves responsabilitats incloïen posicionament global, relacions externes, llicències i màrqueting, i comunicacions. És un defensor actiu de les organitzacions humanitàries, com ara la Human Rights Campaign i el Museu d'Art de Santa Mónica, i dona suport a les institucions culturals i la diplomàcia cultural. Va ser membre de la junta directiva de la Humane Society of the United States, la major organització de protecció animal del país.
El president Obama va nomenar Costos ambaixador dels Estats Units a Espanya i el Principat d'Andorra el 14 de juny de 2013. El Senat dels Estats Units va ratificar aquest nomenament mitjançant votació l'1 d'agost de 2013, i Costos va jurar el seu càrrec el 22 d'agost de 2013. Va presentar les seves credencials davant el Govern espanyol a Madrid el 24 de setembre de 2013.
La seva carrera professional li ha permès convertir-se en un expert en la persecució de la pirateria digital, un tema que preocupa especialment a les empreses nord-americanes pel que fa a Espanya. De fet, durant el seu mandat es va produir la reforma de la Llei de Propietat intel·lectual espanyola (LPI), que havia entrat en vigor el gener de 2015 i va suposar el tancament de pàgines d'enllaços com SeriesYonkies o Series.ly i l'inici de processos penals contra els seus fundadors.
Inicialment es va centrar en assumptes de seguretat internacional, i va agrair a Espanya per permetre als EUA desplegar part del seu escut antimíssils i albergar bases militars nord-americanes. El setembre del 2013, Costos va visitar les bases de Rota i Morón per celebrar el 60è aniversari de l'acord que va permetre la seva creació.
L'octubre del 2013, el Govern espanyol el va citar perquè respongués davant les acusacions que afirmaven que l'Agència de Seguretat Nacional dels EUA havia espiat 60 milions de trucades telefòniques a Espanya.
Durant una visita a Califòrnia l'any 2014, el president Obama i la seva esposa Michelle van allotjar-se a la casa de Costos i la seva parella, Michael S. Smith.
El juny del 2015, va col·laborar amb altres ambaixadors gais nord-americans en una declaració a favor dels acords comercials internacionals, on es relacionava l'obertura dels mercats amb el desenvolupament de societats obertes que protegeixen els drets civils.
El 2020 fou nomenat president executiu del Secuoya Studios, la filial del Grup Secuoya especialitzada en televisió i cinema, i es va traslladar a Los Angeles.

## Vida personal
Costos resideix a Los Angeles (Califòrnia) amb la seva parella, Michael S. Smith. És vegetarià, però no imposa cap restricció dietètica en els actes de l'ambaixada. En relació amb els drets LGBT, Costos ha afirmat "No sóc activista. Defenso els drets humans en general, d'heterosexuals, gais, dones... Simplement resulta que sóc gai... Això no em defineix com a persona, però és part de qui sóc. És com ser vegetarià: és una faceta més d'en James Costos." Ha afirmat que ell i Smith van ser "molt ben rebuts" a Espanya i que, com que aquest país ja concedeix drets civils al col·lectiu LGBT, ell i Smith representen un paper simbòlic per a tots aquells que encara se senten desemparats a causa de la seva condició: "El que podem fer a través del nostre missatge és transmetre esperança".
Després d'abandonar la Casa Blanca al gener del 2017, els Obama es van traslladar a Palm Springs, on van allotjar-se a la casa de Costos i Smith durant diversos dies abans de viatjar a les Illes Verges Britàniques per quedar-se a la residència de Sir Richard Branson.